# Gérard Carreyrou
Gérard Carreyrou est un journaliste et dirigeant de presse français, né le 20 février 1942.

## Biographie
Gérard Carreyrou commence sa carrière radiophonique en 1967 à RMC. Il rejoint ensuite Europe 1 où il reste seize ans. Il y crée le fameux Club de la presse avec Alain Duhamel et Étienne Mougeotte.
À la fin des années 1980, il rejoint la télévision. Il y occupe plusieurs postes importants au sein du Groupe TF1 : directeur de la rédaction, producteur d'émissions (comme Le Droit de savoir), directeur de l'information (poste qu'il occupe au moment de la campagne pour l'élection présidentielle de 1995, époque à laquelle les Guignols de l'info créent une marionnette à son effigie, par laquelle ils raillent le parti-pris balladurien de l'information de TF1, notamment du journal télévisé de Claire Chazal). En 1988, il remplace Anne Sinclair sur le plateau de 7 sur 7, à la suite du refus de celle-ci de recevoir Jean-Marie Le Pen. En 1988, il crée avec Nicolas Crespelle, l'hebdomadaire Profession politique repris en 1991 par Pierre-Marie Vidal et devenu en 2004 Acteurs publics. En décembre 1989, alors que la surenchère médiatique concernant les événements de Timișoara et la révolution roumaine est à son comble, il lance un appel à la formation de brigades internationales prêtes à « mourir à Bucarest ».
Le 14 mars 2005, en tant que responsable du pôle Découverte de TF1, il lance Ushuaïa TV ; mais il doit quitter ses fonctions peu de temps après, le 16 décembre 2005. Il rejoint alors France-Soir, avec une chronique politique chaque mardi. De 2007 à 2011, il est également conseiller éditorial du quotidien. 
Sur Europe 1, il intervient depuis 2010 dans le Débat des Grandes Voix, chaque samedi, et depuis septembre 2014 dans une nouvelle version du Club de la Presse, au sein de la tranche présentée par Nicolas Poincaré.
Il est le père du journaliste américain John Carreyrou.

## Pierre Bérégovoy
Gérard Carreyrou était un ami de longue date de l'ancien Premier ministre Pierre Bérégovoy, qu'il avait connu en 1962 au PSU, alors qu'ils militaient contre la guerre d’Algérie. Gérard Carreyrou a participé à l'écriture pour France 2 du scénario d'un téléfilm consacré à l'ancien Premier ministre, aux côtés de Gilles Gerardin, Dan Franck et Laurent Heynemann. Le téléfilm fut primé « FIPA d'argent » au Festival de Biarritz en 2009.

## Collaboration avec les services de renseignement tchécoslovaques
Selon Vincent Jauvert, qui en a étudié les archives déclassifiées, Gérard Carreyrou aurait été un « collaborateur de confiance » de la StB (Sûreté de l'Etat tchécoslovaque) de 1980 à 1984. Cette affirmation est niée par Gérard Carreyrou.

## Jurys
- En 2005, il est président du jury du festival international du grand reportage d'actualité.
- En 2008, il fait partie du jury du Club Audiovisuel de Paris[8].

## Publications
- 1988 : Le Collier de Jeanne, FeniXX[9].